# Mordellina blatchleyi
Mordellina blatchleyi är en skalbaggsart som först beskrevs av Liljeblad 1945.  Mordellina blatchleyi ingår i släktet Mordellina och familjen tornbaggar. Inga underarter finns listade i Catalogue of Life.